# Ouro Ali
Ouro Ali è un comune rurale del Mali facente parte del circondario di Djenné, nella regione di Mopti.
Il comune è composto da 12 nuclei abitati:
- Ali Samba
- Djikoye
- Djimatogo
- Kandia
- Koloye
- Kotola
- Ouro
- Senossa (centro principale)
- Siratintin
- Somena
- Weraka
- Wono